# Baarle-Nassau Grens
Baarle-Nassau Grens of Baarle-Grens is een buurtschap in de gemeente Baarle-Nassau, in de Nederlandse provincie Noord-Brabant.

## Geschiedenis
In 1198 werd al het onontgonnen land rondom Baarle in leen gegeven aan de Heer van Breda. Later werden deze lappen grond privaat bezit van de Nassaus. De laatste die hiervan had geprofiteerd, was Prins Frederik. In 1844 droeg hij al zijn rechten op de gronden over aan de staat. De gronden werden verkocht en er ontstond al snel verkaveling in dit gebied.
Een van de lappen grond werd verkocht aan een familie Van den Bergh. Kort na 1900 kocht de Maatschappij tot Exploitatie van Staatsspoorwegen een lap grond van de eigenaren. Het betrof een lap grond langs de spoorlijn Tilburg - Turnhout. Er waren grootse plannen waarbij er samengewerkt werd met de Belgische Spoorwegen. Op de grens moest Station Baarle-Nassau Grens komen met uitstekende douanefaciliteiten. De spoorlijn moest ook het goederenvervoer via Station Roosendaal ontlasten en moest het reizigersvervoer tussen Amsterdam en Parijs vergemakkelijken.
De verwachtingen van het ambitieuze plan werden geen werkelijkheid. Het personenvervoer werd in 1934 gestaakt, het goederenvervoer kwijnde ook langzaam aan weg. In 1959 was er van het ambitieuze project niets meer over en werden de bouwwerken gesloopt. Wat overbleef waren de veertien dienstwoningen die voor het personeel waren gebouwd, negen huizen voor de douaniers op een perceel dat later Negenhuizen werd genoemd en zeven huizen voor het lagere spoorwegpersoneel.
Aan de overkant van de grens ontstond Weelde-Station. Dit was een heus dorpje, al in 1912 had het een kerk en een school in gebruik. De kinderen van Baarle-Nassau Grens gingen in Tilburg of Baarle naar school en reisden per trein. De kerk bezocht men in Weelde-Station, pal naast de deur, waardoor het overbodig werd om in Baarle-Nassau Grens een eigen parochie te stichten.
Ondertussen kwamen de paters en broeders van Congregatie van de Heilige Geest naar deze streek. Als in 1914 de grens met België wordt gesloten door de Duitsers met hun dodendraad, kunnen de inwoners van Baarle-Nassau Grens niet meer naar Weelde-Station om te kerken. De paters stellen hun kapel ter beschikking, om er te kerken. Een paar jaar na de Eerste Wereldoorlog verheft Bisdom Breda Baarle-Nassau Grens toch tot eigen parochie, echter onder de vleugels van het Nederlandse Baarle-Nassau.